# Ghiacciaio Flogeken
Il ghiacciaio Flogeken (letteralmente, in norvegese: muro di roccia) è un ghiacciaio profondamente nascosto situato sulla costa della Principessa Marta, nella Terra della Regina Maud, in Antartide. Il ghiacciaio, il cui punto più alto si trova a circa 1850 m s.l.m., si trova in particolare nei monti Mühlig-Hofmann, e fluisce verso nord-est scorrendo tra il monte Grytoyr e la scarpata Langfloget.

## Storia
Il ghiacciaio Flogeken è stato mappato per la prima volta da cartografi norvegesi grazie a fotografie aeree scattate nel corso della sesta spedizione antartica norvegese, 1956-60, spedizione che lo ha anche battezzato con il suo attuale nome.